# 無核行星
無核行星（英語：Coreless planet）是一種假設的類地行星，該類行星曾經經歷行星分異，但最終沒有形成金屬核心，即該類行星擁有極厚的的岩石地函。請注意無核行星不等於空心地球。

## 形成理論
根據薩拉·西格和琳達·埃爾金斯－坦頓在2008年發表的論文，在兩個情況下可能會形成無核行星。
第一個狀況是，行星吸積物質是來自完全氧化的富含水的球粒隕石類物質，並且所有的鐵等金屬都被封在矽酸鹽礦物晶體。這樣的行星可能形成在遠離中央星的區域。
另一個狀況則是形成行星的物質富含水和鐵金屬。但是在行星分異形成鐵核心前，鐵金屬和水進行化學反應形成氧化鐵並釋放氫氣。液滴大小的鐵和其他物質充分混合，並且直徑很小（小於1公分），使鐵被氧化並被限制在地函中，無法形成金屬核心。

## 特性
完全由矽酸鹽組成的無核行星沒有熔融外核，也就無法產生磁場。無核行星的體積和有核行星只有不到10%的差異，並且因為質量和半徑相當接近，因此以目前的技術仍難以了解內部組成。